# 大卫·戴蒙德
大卫·里奥·戴蒙德（英語：David Leo Diamond，1915年7月9日—2005年6月13日），犹太血统的美国作曲家。

## 生平与创作
戴蒙德出生于美国纽约州罗切斯特的一个乌克兰犹太人移民家庭。曾在伊士曼音乐学院等学校学习音乐。在纽约师从塞欣斯，又在巴黎跟随娜迪亚·布朗热学习。戴蒙德创作了大量正统形式的古典音乐作品，获奖众多，是西雅图交响乐团的驻团作曲家，也曾为广播节目創作主题音乐。他长期在茱莉亚学院教书，其門下弟子中有众多美国当代作曲家。戴蒙德是一位公开的同性恋者。
1995年戴蒙德获得美国国家荣誉艺术奖章。
2005年，戴蒙德在门罗县病逝。

## 著名作品
《诗篇》
芭蕾《TOM》
11部交响曲
11首弦乐四重奏及其他室内乐作品
弦乐曲《Rounds》